# 桤叶黄花稔
桤叶黄花稔（学名：Sida alnifolia），为锦葵科黄花稔属下的一个植物种。